# Захлевных, Александр Николаевич
Алекса́ндр Никола́евич Захле́вных (13 ноября 1954, Губаха, Молотовская область — 12 ноября 2018, Пермь) — российский физик, доктор физико-математических наук (1999), профессор, заведующий кафедрой физики фазовых переходов, декан физического факультета Пермского университета (1988—2015). Член УМО по физике учебно-методического объединения по классическому университетскому образованию РФ, заслуженный работник высшей школы Российской Федерации (2003), почётный работник высшего профессионального образования РФ (1999).

## Биография
В 1976 году окончил физический факультет Пермского университета. В 1984 году защитил кандидатскую диссертацию «К статистической теории двуосного холестерического жидкого кристалла».
С 1988 по 2015 год — декан физического факультета. С 1999 года — доктор физико-математических наук (диссертация «Ориентационные фазовые переходы в жидких кристаллах»), профессор. С 2004 по 2018 год — заведующий кафедрой физики фазовых переходов.
За вековую историю университета А. Н. Захлевных принадлежит один из самых продолжительных сроков пребывания в должности декана. По его инициативе и при непосредственном участии на физическом факультете ПГНИУ организовано обучение по новым специальностям (Физика твердого тела / (Физика конденсированного состояния вещества, Информационная безопасность автоматизированных систем), специализациям (Информационные системы и технологии, Физика кристаллов, Физика фазовых переходов, Компьютерная электроника) направлениям (Радиофизика, Прикладные математика и физика, Нанотехнологии и микросистемная техника); лицензированы магистратуры по всем направлениям подготовки, организованы две новых кафедры (компьютерных систем и телекоммуникаций и физики фазовых переходов)
Под его руководством факультет занимал лидирующие позиции в области научной работы, получил наибольшее в университете число грантов российских и зарубежных научных фондов. Сотрудниками руководимого им факультета был получен грант Института «Открытое общество» и организован университетский центр Интернет.
Возглавляемая А. Н. Захлевных кафедра физики фазовых переходов неизменно входит в пятёрку лучших кафедр ПГНИУ по рейтингу НИР и по итогам 2010, 2011 и 2012 годов занимала 1-е место.
В ПГНИУ память А. Н. Захлевных увековечена мемориальной доской

## Научная деятельность
Автор учебного пособия «Статистическая физика жидких кристаллов» с грифом УМО «Физика» университетов России.
Получил ряд новых научных результатов в области физики фазовых переходов в жидких кристаллах и магнитных дисперсных средах на их основе.
Выезжал в научные командировки в университеты Финляндии, Франции и Англии.
Принимал участие в работах по 12 грантам в области физики жидких кристаллов и физики магнитных явлений, из них в семи грантах — в качестве руководителя; успешно руководит работой аспирантов и соискателей.
В Пермском университете возглавляет научное направление «Исследование ориентационных и структурных неустойчивостей и переходов в мягких конденсированных средах».
В 1999 году получил звание «Соросовский доцент», награждён нагрудным знаком «Почётный работник высшего профессионального образования Российской Федерации».
Руководит аспирантами, под его руководством защищены 6 диссертаций.
Главный редактор журнала «Вестник Пермского университета. Серия: Физика» (с 1994). Член докторского диссертационного совета по физико-математическим наукам Д212.189.06 (с 1999); заместитель председателя совета (с 2001).
Эксперт QS Ranking, эксперт проекта «Карта российской науки» Минобрнауки РФ. Входит в состав УМО «Физика» университетов России.

## Награды
- Заслуженный работник высшей школы РФ.
- Заслуженный профессор Пермского университета.
- Соросовский доцент.
- Почётный работник высшего профессионального образования Российской Федерации.
- Лауреат Премии в области науки 1-й степени Пермского края.
- Орден Почёта.

## Избранные публикации
А. Н. Захлевных опубликовал около 300 научных работ (статей – 129, зарубежных – более 100, учебных пособий – 9).

### Учебники и пособия
- Захлевных А. Н. Статистическая физика жидких кристаллов. Учебное пособие. Изд-во Перм. ун-та, 1998. 90 с. (гриф УМО «Физика» университетов России). См. напр.
- Захлевных А. Н. Континуальная теория жидких кристаллов. Методич. указания. — Изд-во Перм. ун-та, 1999. 39 с.
- Захлевных А. Н. Основы статистической физики жидких кристаллов. // Перм. ун-т, Пермь, 2006.
- Захлевных А. Н. Физика фазовых переходов в жидких кристаллах. // Перм. ун-т, Пермь, 2007.

### Статьи
- A. N. Zakhlevnykh, D. A. Petrov. Weak coupling effects and re-entrant transitions in ferronematic liquid crystals // J. Molecular Liquids. 2014. Vol. 198. P. 223—233. URL: https://dx.doi.org/10.1016/j.molliq.2014.06.028.
- A. N. Zakhlevnykh, D. V. Makarov. Effect of electric and magnetic fields on the orientation structure of a ferronematic liquid crystal // Technical Physics. 2014. Vol. 59, No. 9. P. 1267—1276. URL: https://dx.doi.org/10.1134/S1063784214090114.
- A. N. Zakhlevnykh, D. A. Petrov. Magnetic field induced orientational transitions in soft compensated ferronematics // Phase Transitions. 2014. Vol. 87, No. 1. P. 1-18. URL: https://dx.doi.org/10.1080/01411594.2012.752085
- S. V. Burylov, A. N. Zakhlevnykh. Orientational energy of anisometric particles in liquid-crystalline suspensions // Physical Review E. 2013. Vol.88, No.1. P. 012511(1-16). URL: http://link.aps.org/doi/10.1103/PhysRevE.88.012511.
- S. V. Burylov, A. N. Zakhlevnykh. Magnetically induced bistable behavior of ferronematic liquid crystals // Physical Review E. 2013. Vol.88, No.5. P. 052503 (1-12). URL: http://link.aps.org/doi/10.1103/PhysRevE.88.052503.
- Yu. L. Raikher, V. I. Stepanov, A. N. Zakhlevnykh. Mean-field description of the order-disorder phase transition in ferronematics // Soft Matter. 2013. Vol. 9, No.1. P. 177—184. URL: https://dx.doi.org/10.1039/c2sm26423d.
- D.V.Makarov, A.N.Zakhlevnykh. Interplay between dipole and quadrupole modes of field influence in liquid-crystalline suspensions of ferromagnetic particles // Soft Matter. 2012. Vol. 8.Number24. P. 6493-6503. URL: https://dx.doi.org/10.1039/c2sm07390k.
- A. N. Zakhlevnykh, D. A. Petrov. Influence of the segregation effect on the magnetic and optical properties of a compensated ferronematic liquid crystal // Technical Physics. 2012. Vol. 57, No. 9. P. 1208—1218. URL: https://dx.doi.org/10.1134/S1063784212090265.
- A. N. Zakhlevnykh, O. R. Semenova. Tricritical phenomena in ferronematic liquid crystals // Technical Physics, 2012, Vol. 57, No. 8. P. 1041—1050. URL: https://dx.doi.org/10.1134/S1063784212080245.
- D. A. Petrov, A. N. Zakhlevnykh. Freedericksz transition in compensated ferronematic liquid crystals // Molecular Crystals and Liquid Crystals. 2012. Vol. 557. P. 60-72. URL: https://dx.doi.org/10.1080/15421406.2011.632295.
- A. N. Zakhlevnykh, O. R. Semenova. Orientational transitions in a ferronematic layer with bistable anchoring at the boundary // Technical Physics. 2012. Vol. 57, No. 2. P. 157—166. URL: https://dx.doi.org/10.1134/S1063784212020284.
- A. N. Zakhlevnykh, O. R. Semenova. Optical transmission factor of a ferronematic liquid crystal under magnetic field induced orientationaltransitions // Molecular Crystals and Liquid Crystals. 2012. Vol. 553. P. 220—232. URL: https://dx.doi.org/10.1080/15421406.2011.609474.
- D. V. Makarov, A. N. Zakhlevnykh. Reentrant phase transitions in ferronematic liquid crystals // Molecular Crystals and Liquid Crystals. 2012. Vol. 553. P. 199—210. URL: https://dx.doi.org/10.1080/15421406.2011.609471.
- A. N. Zakhlevnykh, D. V. Makarov. Magnetic Freedericksz transition in ferronematic layer under shear flow // Molecular Crystals and Liquid Crystals, 2011, Vol. 540, P. 135—144. URL: https://dx.doi.org/10.1080/15421406.2011.568802.
- A. N. Zakhlevnykh, O. R. Semenova. First order orientational transitions in ferronematic liquid crystals // Molecular Crystals and Liquid Crystals, 2011, Vol. 540, P. 219—226. URL: https://dx.doi.org/10.1080/15421406.2011.568887.
- D. V. Makarov, A. N. Zakhlevnykh. Tricritical phenomena at the Fr\'{e}edericksz transition in ferronematic liquid crystals // Physical Review E, 2010, Vol. 81, No. 5, p. 051710(1-9). URL: http://link.aps.org/doi/10.1103/PhysRevE.81.051710.
- D. V. Makarov, A. N. Zakhlevnykh. Magnetic field-induced orientational phases of ferronematics in shear flow // J. of Magnetism and Magnetic Materials, 2008, vol. 320, No.7, p. 1312—1321. URL: https://dx.doi.org/10.1016/j.jmmm.2007.10.013.
- A. N. Zakhlevnykh, D. V. Makarov. Shear flow of a ferronematic in a magnetic field // Molecular Crystals and Liquid Crystals, 2007, vol. 475, p. 233—245. URL: https://dx.doi.org/10.1080/15421400701681943.
- D. V. Makarov, A. N. Zakhlevnykh. Influence of shear flow on the Freedericksz transition in nematic liquid crystals // Physical Review E, 2006, Vol. 74, No. 4, P. 041710 (1 — 9). URL: http://link.aps.org/doi/10.1103/PhysRevE.74.041710.
- A. N. Zakhlevnykh. Threshold magnetic fields and Freedericksz transition in a ferronematic // J. of Magnetism and Magnetic Materials, 2004, Vol. 269, No.2, P. 238—244. URL: https://dx.doi.org/10.1016/S0304-8853(03)00612-7.
- V. S. Shavkunov, A. N. Zakhlevnykh. One-dimensional structures in ferrocholesteric film with weak homeotropic anchoring on the layer boundaries // Molecular Crystals and Liquid Crystals, 2001, vol.367, p. 175-182. URL: https://dx.doi.org/10.1080/10587250108028636
- A. N. Zakhlevnykh, V. S. Shavkunov. Magnetic properties of ferrocholesterics with soft particle anchoring // J. of Magnetism and Magnetic Materials, 2000, v.210, p. 279-288. URL: https://dx.doi.org/10.1016/S0304-8853(99)00469-2.
- A. Zakhlevnykh, V. Shavkunov. Structure of the domain walls in soft ferrocholesterics // Molecular Crystals and Liquid Crystals., 1999, vol.330, p. 593-599. (1837—1843). URL: https://dx.doi.org/10.1080/10587259908025638.
- A. N. Zakhlevnykh, P. A. Sosnin. Statistical theory of nematic liquid crystals composed of biaxial ellipsoidal particles // Molecular Crystals and Liquid Crystals., 1997, vol.293, p. 135-173. URL: https://dx.doi.org/10.1080/10587259708042770.
- A. N. Zakhlevnykh, P. A. Sosnin. Ferrocholesteric — ferronematic transition in an external magnetic field // J. of Magnetism and Magnetic Materials, 1995, v.146, p. 103 — 110. URL: https://dx.doi.org/10.1016/0304-8853(94)01645-3.
- A. N. Zakhlevnykh, P. A. Sosnin. Orientational and magnetic behavior of a colloidal magnetic suspension in a cholesteric liquid crystal matrix // Intern. J. Polymeric Materials, 1994, v.27, N 1-2, p. 89-99. URL: https://dx.doi.org/10.1080/00914039408038295
- Yu. L. Raikher, S. V. Burylov, A. N. Zakhlevnykh. Orientational structure and magnetic properties of a ferronematic in an external field // Sov. Phys. JETP, 1986, v.64, N 2, p. 319 −324. URL: http://jetp.ras.ru/cgi-bin/e/index/e/64/2/p319?a=list.
- Yu. L. Raikher, S. V. Burylov, A. N. Zakhlevnykh. Magnetic behavior of a ferronematic layer in an external magnetic field // J. of Magnetism and Magnetic Materials, 1987, v.65, N 2-3, p. 173 — 176. URL: https://dx.doi.org/10.1016/0304-8853(87)90025-4.
- A. N. Zakhlevnykh, M. I. Shliomis. Biaxial cholesterics: Temperature dependence of the order parameters and pitch of the helix // Sov. Phys. JETP, 1984, v.59, N 4, p. 764 −770. URL: http://www.jetp.ras.ru/cgi-bin/e/index/e/59/4/p764?a=list.